# Holje Holding
Holje Holding AB är ett svenskt förvaltningsbolag som agerar moderbolag för de verksamheter som Olofströms kommun har valt att driva i aktiebolagsform. Bolaget ägs helt av kommunen.

## Bolag
Källa: 
- Olofströms Kraft AB (100%)
- Olofströmshus Aktiebolag (100%)